# Flugnavigation

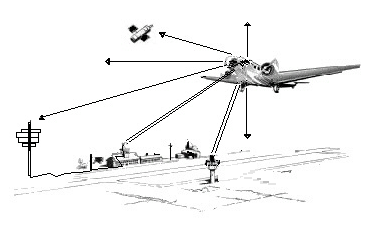
Flugzeugnavigation

Die Flugnavigation befasst sich mit der planmäßigen Bewegung von Luftfahrzeugen im Raum, einschließlich theoretischer Grundlagen, Flugplanung und Durchführung.
Bei der Flugnavigation werden die gleichen Techniken wie allgemein in der Navigation verwendet, allerdings mit einer anderen Gewichtung. Jedes Fluggerät, ob Ballon, Segelflugzeug, Motorflugzeug oder Strahlflugzeug („Jet“) bewegt sich mit einer ihm eigenen Geschwindigkeit im dreidimensionalen Raum. Daher muss ein Pilot, um sicher zu navigieren, folgende fünf Bestimmungen durchführen können:
1. Fluglagebestimmung
2. vertikale Ortung
3. Geschwindigkeitsfeststellung
4. horizontale Ortung
5. Positionsbestimmung

Die Reihenfolge dieser 5 Teilaufgaben entspricht ihrer durchschnittlichen Priorität in manuell gesteuerten Flugzeugen – unter anderem zur Gewährleistung der korrekten Aerodynamik und Eigengeschwindigkeit sowie einer ausreichenden Flughöhe über Grund. Die Priorität kann sich aber (z. B. bei Verwendung von Autopiloten oder in großer bzw. sehr geringer Flughöhe) verschieben. Beispielsweise gilt im Segelflug für die wichtigsten Zielgrößen Flughöhe und -Geschwindigkeit der jedem Flugschüler geläufige Merksatz „Geschwindigkeit ist das halbe Leben“.

## Überwachung der Fluglage
Die Feststellung und periodische Überwachung der Fluglage ist bei Tage und normalen Wetterbedingungen kein Problem.
Unter Sichtflugregeln (Visual Flight Rules, VFR) muss dem Piloten die Kontrolle der Fluglage anhand des Horizonts und zum Boden (nur LR D CTR) möglich sein. Bei Niederschlägen oder starkem Dunst kann sie wesentlich erschwert bis unmöglich sein. Selbst erfahrene Zivil- oder Testpiloten können ohne Erdsicht Vertigo unterliegen d. h. die räumliche Orientierung verlieren, ohne dies im Gleichgewichtsorgan oder Gesäß zu merken.
Die Instrumentenflug-Regeln (Instrument Flight Rules, IFR) erlauben Wolken- oder Nachtflug. Dabei zeigt der künstliche Horizont die Fluglage relativ zur Erdoberfläche an („direktes System“); dieses meist wichtigste Navigationsinstrument kann jedoch auch durch Kombination von Wendezeiger und Libelle („indirektes System“) ersetzt werden. Die indirekte Bestimmung der Raumlage erfordert freilich ein gutes Vorstellungsvermögen und einige auch unter Stress geprüfte Erfahrung.

## Vertikale Ortung
Mit zunehmender Höhe sinkt der Luftdruck. Ein barometrischer Höhenmesser an Bord eines Flugzeugs kann daher zur Feststellung der Flughöhe (Altitude) dienen. Vor dem Start muss dafür der aktuelle Luftdruck des Flughafens reduziert auf Höhe des Meeresspiegels (QNH) auf der Kalibrierskala des Höhenmessers eingestellt werden. Dadurch wird im Normalfall einem am Boden stehenden Flugzeug die Höhe des Flugplatzes über Meeresspiegelniveau (Elevation) angezeigt. Bei Flügen in Platzrunden bzw. in Platznähe wird in der Regel der am Flugplatz vorherrschende Luftdruck (QFE) am Höhenmesser eingestellt, da hier nur die relative Höhe über Grund entscheidend ist. Mit dieser Einstellung wird einem am Boden stehenden Flugzeug die Höhe Null angezeigt. Ab einer regional vereinbarten Flughöhe (häufig 5000 ft oder 10000 ft) wird der Höhenmesser auf die sogenannte Standardatmosphäre (1013,25 mb) eingestellt, damit in allen Flugzeugen die gleiche Höhe zur Vermeidung von Kollisionen angezeigt wird. Mit dieser Einstellung wird dann auf sogenannten Flugflächen geflogen.
Ein Funkhöhenmesser kann zusätzlich die Höhe des Flugzeugs über dem Boden (Height) feststellen. Dabei wird ein Funksignal vom Flugzeug zum Boden abgestrahlt, von diesem reflektiert und vom Flugzeug wieder empfangen. Aus der Laufzeit des Funksignals lässt sich die Höhe bestimmen. Eine verlässliche Anzeige erhält man allerdings nur über ebenem Terrain z. B. in der Nähe einer Landebahn (oder ggf. über Wasser), da sich Unebenheiten am Boden auf die Anzeige auswirken.
Zur Bestimmung der Steig- und Sinkgeschwindigkeit des Flugzeuges dient das Variometer. Hier ist die Druckdifferenz der Luft beim Steig- oder Sinkflug das Maß für die Vertikalgeschwindigkeit.

## Horizontale Ortung
Der künstliche Horizont zeigt dem Piloten, ob und wie stark seine Maschine entlang der Längs- und Querachse geneigt ist. Die Position der Horizontlinie zur Richtmarkierung entspricht dem tatsächlichen Horizont. Die Kursbestimmung wird mittels Magnetkompass oder kompassgeführtem Kurskreisel durchgeführt.

## Positionsbestimmung
In den Anfängen der Fliegerei wurde auf Sicht geflogen. Kirchtürme, Berge und andere Peilpunkte dienten zur Bestimmung der Position. Das war in der Fliegersprache unter Franzen bekannt. In Fluggeräten mit elektrischer Stromversorgung wird heute die Funkortung angewendet. Durch die Anpeilung mehrerer Sender mit einer Richtantenne lässt sich der genaue Kurs des Flugzeugs bestimmen.
Völlig unabhängig von äußeren Signalen ist die Trägheitsnavigation. Vor dem Start wird die exakte Lage des Flugzeugs (Höhe über NN, Richtung, geographische Länge u. Breite) in den Bordcomputer eingegeben. Drei Beschleunigungsmesser messen jede Beschleunigung und somit den Kurs oder die Geschwindigkeitsänderung. Ein Computer errechnet aus den Daten die Anzeige auf dem Display.
Eine Möglichkeit der Positionsbestimmung ist neben den verschiedensten Verfahren der Funknavigation die Satellitennavigation (GPS, GLONASS oder Galileo). Über Messung der Signallaufzeit zwischen mehreren Satelliten und dem Satellitennavigations-Empfänger (z. B. GPS-Empfänger) im Luftfahrzeug lässt sich die eigene Position bis auf wenige Meter genau messen. Dabei ist jedoch die Höhenbestimmung weniger genau. Diese Ungenauigkeit ist durch atmosphärische Änderungen der Signallaufzeit bedingt und tritt insbesondere über dem Äquator auf. Geschickt verteilte Kontrollstationen (in Europa das EGNOS-System) erkennen die Ungenauigkeit und senden ein Korrektursignal. Dieses wird kostenlos gesendet und von einem sogenannten DGPS-Empfänger in ein bereinigtes Signal für die Navigationsanwendung weiterverarbeitet.
Dieses Korrektursignal wird für die Ansprüche der zivilen Luftfahrt zu selten gesendet. Damit ein GNSS eine Zulassung für den Instrumentenflug bekommen kann, muss es ein kodiertes, weil kostenpflichtiges Signal, das sehr viel häufiger gesendet wird, verarbeiten können. Für Galileo ist ein derartiger (kostenpflichtiger) Zuverlässigkeitservice bereits geplant.

## Geschwindigkeitsfeststellung
Es ist zu unterscheiden zwischen
- der Windgeschwindigkeit nach Größe und Richtung,
- der Geschwindigkeit relativ zur umgebenden Luft und
- der Geschwindigkeit über Grund.

Die Größe der Windgeschwindigkeit (Knoten) und die Windrichtung wird vom meteorologischen Dienst zur Verfügung gestellt. Diese sind bei der Flugplanung zu berücksichtigen.
Die Bestimmung der Geschwindigkeit von Flugzeugen relativ zur umgebenden Luft geschieht über Staudruckmessung mit dem Fahrtmesser. Die Differenz zwischen Gesamtdruck (Luftdruck + Druck durch die Bewegung des Flugzeuges relativ zur Luft) und statischem Druck (Luftdruck) wird gemessen und angezeigt (IAS, Indicated Air Speed). Wird diese Geschwindigkeitsanzeige um den Luftdruck/Flughöhe korrigiert spricht man von der TAS, (True Airspeed). Diese dient dann auch zur Bestimmung der Geschwindigkeit prozentual zur Schallgeschwindigkeit (Mach).
Die Geschwindigkeit über Grund (GS, Groundspeed) kann man aus der so gewonnenen Geschwindigkeit sowie der Windgeschwindigkeit und Windrichtung errechnen.

## Flugnavigationanlagen / Flugnavigationsfunkdienst
Für die Funknavigation werden von den Flugsicherungen Flugnavigationsfunkanlagen betrieben. Diese nutzen Frequenzbänder die von der Internationalen Fernmeldeunion (engl. International telecommunication Union, ITU) dem Flugnavigationsfunkdienst (engl. Aeronautical Radio Navigation Service, ARNS) zugeteilt sind. Es gibt folgende bodenbasierte Flugnavigationsfunkanlagen:
- Ungerichtete Funkfeuer (engl. Non Directional Beacons, NDB), die im Bereich zwischen 200,0 kHz bis 526,5 kHz senden.
- Drehfunkfeuer (engl. Very High Frequency Omnidirectional Radio Range, VOR oder Doppler Very High Frequency Omnidirectional Radio Range, DVOR), die im VHF-Bereich 108,00 bis 117,975 MHz auf Frequenzen zwischen 108,000 MHz bis 117,950 MHz senden, sofern diese Frequenzen nicht ILS-LLZ zugeordnet sind.
- Landeskurssender des Instrumentenlandesystems (engl. Instrument Landing System–Localizer, ILS-LLZ), die im VHF-Bereich 108,00 bis 117,975 MHz auf Frequenzen zwischen 108,100 MHz bis 111,950 MHz senden, sofern diese Frequenzen nicht (D)VOR zugeordnet sind. Die Frequenzen der VHF-Sender liegen oberhalb des VHF-Rundfunkbandes und unterhalb VHF-Flugfunksprechfunkbereichs.
- Gleitwegsender des Instrumentenlandesystems (engl. Instrument Landing System –Glide Path, ILS-GP), die frequenzgepaart zu ILS-LLZ ein Bestandteil eines ILS-Systems sind und Frequenzbereich 328,6 und 335,4 MHz senden.
- Einflugzeichen bzw. Marker des Instrumentenlandesystems, die im Frequenzbereich 74,6 MHz bis 75,4 MHz auf der Mittenfrequenz 75 MHz senden. (Diese werden immer öfter durch DME-Anlagen, die mit den Frequenzen des Instrumentenlandesystems gepaart sind, ersetzt.)
- En-Route-Marker, die ebenfalls im Frequenzbereich Bereich 74,6 MHz bis 75,4 MHz auf der Mittenfrequenz 75 MHz senden.

- Bodentransponder des Distance Measuring Equipment (DME) und Transponder des militärischen Tactical Air Navigation (TACAN). (Sofern TACAN-Anlagen die Vorgaben der ICAO gemäß ICAO Annex 10 Vol.I erfüllen, werden diese von Interrogatoren an Bord von Luftfahrzeugen abgefragt um aufgrund der Laufzeit die Schrägentfernung zu Transpondern zu messen): DME- und TACAN-Interrogatoren und Transponder nutzen das Frequenzband 960–1.215 MHz und senden auf Frequenzen zwischen 962 MHz und 1213 MHz. (Dieses Frequenzband wird ebenfalls von SSR Mode A, C und S basierten Systemen mit den Mittenfrequenzen 1030 MHz und 1090 MHz genutzt wird. DME können sowohl einzeln, als auch frequenzgepaart mit ILS als ILS/DME, mit (D)VOR als VOR/DME werden.)